# Alidaunia
Alidaunia, tên đầy đủ là Alidaunia Servizio Helibus (mã IATA = D4, mã ICAO = LID) là hãng hàng không của Ý, trụ sở ở Foggia. Hãng có tuyến đường chở khách thường xuyên, dịch vụ máy bay cứu thương, máy bay taxi, chở khách thuê bao, bảo trì máy bay và chụp hình trên không. Căn cứ chính của hãng ở Sân bay Gino Lisa, Foggia.

## Lịch sử
Alidaunia được thành lập trong tháng 3/1976 và năm 1978 được cấp giấy phép làm dịch vụ chụp hình, quay phim từ trên không. Năm 1984 hãng được cấp giấy phép vận chuyển công cộng. Được sự trợ giúp của chính phủ, năm 1985 hãng bắt đầu mở tuyến đường chở khách từ Foggia tới Quần đảo Tremiti. Năm 1992 và 1993 hãng mở tuyến đường từ Foggia tới Milano và từ 1993 tới 1995, tuyến đường từ Foggia tới Parma, dùng 1 máy bay Mitsubishi MU 300 cho cả hai tuyến đường trên.
Hãng do Roberto Pucillo (Tổng giám đốc) sở hữu 55%, Roberto Manzo Rocco 20%, Paulo Giangrossi 15%, và Michele Perrieone 5%.

## Các nơi đến
(Tháng 12/2006):
- Ý
  - Foggia
  - Isole Tremiti (dùng các máy bay trực thăng).

## Đội máy bay
(Tháng 3/2007):
- 4 Agusta A109
- 1 Sikorsky S-76A
- 1 Eurocopter BK 117 C1
- 2 AgustaWestland AW139 (đang đặt mua)